# Mesocupes primitivus
Mesocupes primitivus is een keversoort uit de familie Cupedidae. De wetenschappelijke naam van de soort is voor het eerst geldig gepubliceerd in 1926 door Martynov.